# Nova Scotia Highway 103
De Nova Scotia Highway 103 is een weg in de Canadese provincie Nova Scotia. De weg loopt van  de hoofdstad Halifax naar Yarmouth en is 294,2 kilometer lang. De Highway 103 loopt parallel aan de oude hoofdweg Trunk 3. De Highway 103 heeft de hoofdverkeersfunctie van deze weg overgenomen.
Tussen Halifax en Tantallon is de Highway 103 uitgevoerd als autosnelweg. De rest van de weg is uitgevoerd als autoweg met zowel gelijkvloerse als ongelijkvloerse kruisingen.
De weg is erkend als een onderdeel van Canada's nationale wegennetwerk.